# غيث عبد الغني
غيث عبد الغني من مواليد 22 ديسمبر 1977 في العراق، هو لاعب كرة قدم عراقي يلعب لنادي الزوراء سابقا كلاعب وسط، ويبلغ طوله 183 سم ووزنه 77 كيلو غرام وهو من خريجي كليه الهندسة من جامعة بغداد، وكانت بدايته الكروية مع نادي الكرخ للناشئين ومن ثم الشباب ومن ثم الفريق الأول، وبعدها انتقل إلى نادي الزوراء حيث عرف واشتهر مع هذا الفريق، حيث لعب له لفترة وطويلة وحقق معه العديد الإنجازات المحلية والخارجية، وقد مثل خلال مسيرته الكروية بعض الفرق مثل نادي القوة الجوية ونادي الطلبة واحترف اللعب في الدوري الإيراني مع فريق صنعت نفت عبادان.
ولعب غيث عبد الغني لكل المنتخبات العراقية (الناشئين والشباب والأولمبي والوطني) خلال فترات متفاوتة وحقق العديد من الإنجازات مع هذه المنتخبات.
وقد اختير اللاعب كأفضل لاعب عراقي في الدوري المحلي لموسم 2007-2008 حيث قاد فريق الزوراء لنهائي دوري النخبة.
اختير كأفضل مدافع لعام 2008، واختير كأفضل لاعب محترف في الدوري الإيراني مع فريق صنعت نفت ابادان 2005.
وهو من خريجي كليه الهندسة من جامعة بغداد بغداد قسم الهندسة المدنية، ويبلغ طوله 183 سم ووزنه 77 كيلو غرام وقد بدا غيث عبد الغني لعب كرة القدم مع نادي الكرخ للناشئين والشباب ومن ثم الفريق الأول 1996,ومن ثم انتقل للعب مع فريق الزوراء عام 1997,وانتقل للعب مع فريق القوة الجوية عام 2003,وعاد لفريق الزوراء عام 2004,واحترف في الدوري الإيراني مع فريق صنعت نفت ابادان 2005,وعاد لفريق الزوراء 2006، وانتقل لنادي الطلبة عام 2009، وعاد لفريق الزوراء عام 2010. انجازاته..الدوري العراقي 4 مرات (2000,2001,2006,2011) كأس العراق 1 (2000)

## رحلته مع المنتخبات
لعب غيث عبد الغني لجميع المنتخبات العراقية من منتخب الناشئين 1995 ومنتخب الشباب 1998 المنتخب الأولمبي 2000 والمنتخب الوطني 2001.

## انجازاته مع المنتخبات
- حصل على بطولة الجمهورية في العراق مع منتخب الناشئين 1995
- حصل على بطولة راجيف غاندي في الهند مع منتخب الشباب 1998
- حصل على جائزة أفضل لاعب خلال تصفيات آسيا للشباب 1998.

## مشاركاته الاسيوية
- شارك مع فريق الزوراء في بطولة كأس الكوؤس الآسيوية 1999
- شارك مع فريق الزوراء في بطولة آسيا ابطال الدوري 2002 و2005 و2007.
- شارك مع فريق الزوراء في بطولة كأس الاتحاد الآسيوي 2009.
- شارك مع فريق القوة الجوية في بطولة آسيا ابطال الدوري 2004.

## مشاركاته مع المنتخبات
- شارك مع منتخب الناشئين في بطوله الجمهورية 1995
- شارك مع منتخب الشباب في بطوله غاندي في الهند 1998
- شارك مع منتخب الشباب في تصفيات آسيا 1998 في بغداد
- شارك مع منتخب الشباب في بطوله آسيا في تايلند 1998
- شارك مع المنتخب الأولمبي في تصفيات اولمبياد سيدني 2000 في الأردن.
- شارك مع المنتخب الوطني في البطولة العربية في الأردن 2000
- شارك مع المنتخب الوطني في المباريات الوديه 2002.